# 格列米亞奇卡 (謝苗諾夫卡區)
52°14′53″N 32°47′30″E / 52.24806°N 32.79167°E
格列米亞奇卡（烏克蘭語：Грем'ячка），是烏克蘭北部的村莊，隸屬切爾尼希夫州的諾夫霍羅德-錫韋爾斯基區。該村始建於1930年，面積0.39平方公里，海拔高度152米，2001年人口87，人口密度每平方公里223.1人。